# Alain Moizan
Alain Moizan (18 de noviembre de 1953 en Saint Louis, Unión Francesa) es un exfutbolista y actual entrenador francés que jugaba como mediocampista. Dirige a la selección de Nueva Caledonia y al AS Magenta

## Carrera

### Como jugador
Debutó en 1975 en el AS Angoulême, pero fue en 1977 cuando dio el salto al fútbol profesional de Francia incorporándose al AS Mónaco, donde jugó hasta 1980. El resto de su carrera se dio en diversos clubes en los que nunca se mantuvo más de dos temporadas.

### Como entrenador
En 2004 fue contratado por la selección malí, pero solo se desempeñó en ese puesto menos de un año. Dirigió al AS Lyon Duchère entre 2005 y 2006, aunque tampoco pudo lograr los objetivos previstos y se vio alejado del club. En 2008 tuvo un paso siendo el técnico de Mauritania y para 2009 fue contratado por el AS Magenta. Desde 2012 está en el cargo de entrenador de Nueva Caledonia, mientras dirige a su vez al Magenta.

### Clubes

#### Como jugador
| Club                    | País    | Año         |
| ----------------------- | ------- | ----------- |
| AS Angoulême            | Francia | 1975 - 1977 |
| AS Monaco               | Mónaco  | 1977 - 1980 |
| Olympique de Lyon       | Francia | 1980 - 1982 |
| AS Saint-Étienne        | Francia | 1982 - 1984 |
| Sporting Club de Bastia | Francia | 1984 - 1986 |
| AS Cannes               | Francia | 1986 - 1988 |

#### Como entrenador
| Club               | País            | Año             |
| ------------------ | --------------- | --------------- |
| Selección nacional | Mali            | 2004            |
| AS Lyon Duchère    | Francia         | 2005 - 2006     |
| Selección nacional | Mauritania      | 2008            |
| AS Magenta         | Nueva Caledonia | 2009 - Presente |
| Selección nacional | Nueva Caledonia | 2012 - Presente |

### Selección nacional
Tuvo 7 presentaciones con la camiseta de Francia entre 1979 y 1981.